# Hillrose
Hillrose è un centro abitato (town) degli Stati Uniti d'America, situato nella contea di Morgan dello Stato del Colorado. Nel censimento del 2010 la popolazione era di 264 abitanti.

## Geografia fisica
Secondo i rilevamenti dell'United States Census Bureau, Hillrose si estende su una superficie di 0,6 km².